# جتر
جتر هي قرية في مقاطعة أرومية، إيران. يقدر عدد سكانها بـ 279 نسمة بحسب إحصاء 2016.